# Сіцін (район)
Сіцін (спрощ.: 西青区; кит. трад.: 西青區; піньїнь: Xīqīng Qū) — район Тяньцзіня, Китайська Народна Республіка.

## Історія
Нинішня територія Сіцін виникла в середині та наприкінці династії Тан. У Північний період Сун (династія Сун) ця територія була кордоном Сун і Ляо (династія Ляо). За часів династії Мін ця територія була під контролем округів Цзінхай і Уцин, Хецзянь Фу. За часів династії Цін ним керував Тяньцзінь Фу. У 1912 році, після заснування Китайської Республіки, ця територія була названа повітом Тяньцзінь провінції Чжілі.
Після 1949 року він став особливою територією провінції Хебей, а Яньлюцін став її центром управління. У 1952 році ця територія стала частиною муніципалітету Тяньцзінь. У 1953 році він отримав назву Xijiaoqu (Західне передмістя). У 1992 році його назвали районом Сіцін.

## Географія
Район Сіцін розташований на південному заході муніципалітету Тяньцзінь, на сході межує з районами Хунцяо, Нанкай, Хесі та Цзіньнань, на півдні через річку Дулюцзянь, навпроти району Цзінхай, на заході межує з районами Вуцін і Бачжоу, Хебей, на півночі поділяє річку Зія з районом Бейчен.

## Адміністративний поділ
У складі району 2 райони та 7 міст.
| Назва              | Китайська (S) | Ханью Піньїнь      | Населення (2010) | Площа (км 2 ) |
| ------------------ | ------------- | ------------------ | ---------------- | ------------- |
| Підрайон Лічічжуан | 李七庄街道    | Lǐqīzhuāng Jiēdào  | 74,762           | 54            |
| Підрайон Сіньмень  | 西营门街道    | Xīyíngmén Jiēdào   | 30,216           | 20.92         |
| Місто Янлюцін      | 杨柳青镇      | Yángliǔqīng Zhèn   | 118,291          | 64            |
| Місто Цзінву       | 精武镇        | Jīngwǔ Zhèn        | 49,176           | 57.02         |
| Місто Чжанцзяво    | 张家窝镇      | Zhāngjiāwō Zhèn    | 47,786           | 44.5          |
| Місто Ванвенчжуан  | 王稳庄镇      | Wángwěnzhuāng Zhèn | 41,363           | 116           |
| Місто Чжунбей      | 中北镇        | Zhōngběi Zhèn      | 92,814           | 38.5          |
| Місто Сінькоу      | 辛口镇        | Xīnkǒu Zhèn        | 42,274           | 51.13         |
| Місто Дасі         | 大寺镇        | Dàsì Zhèn          | 113,290          | 86            |
| зони розвитку      |               |                    | 11,133           |               |

## Транспорт
Наразі Сіцін обслуговується двома лініями Тяньцзіньського метрополітену.